# نارا (پاراوان)
نارا (پاراوان) (به لاتین: Narra, Palawan) یک شهر در فیلیپین است که در پالاوان واقع شده‌است.

## خصوصیات
نارا ۸۳۱٫۷۳ کیلومترمربع مساحت و ۶۵٬۲۶۴ نفر جمعیت دارد.

## نگارخانه

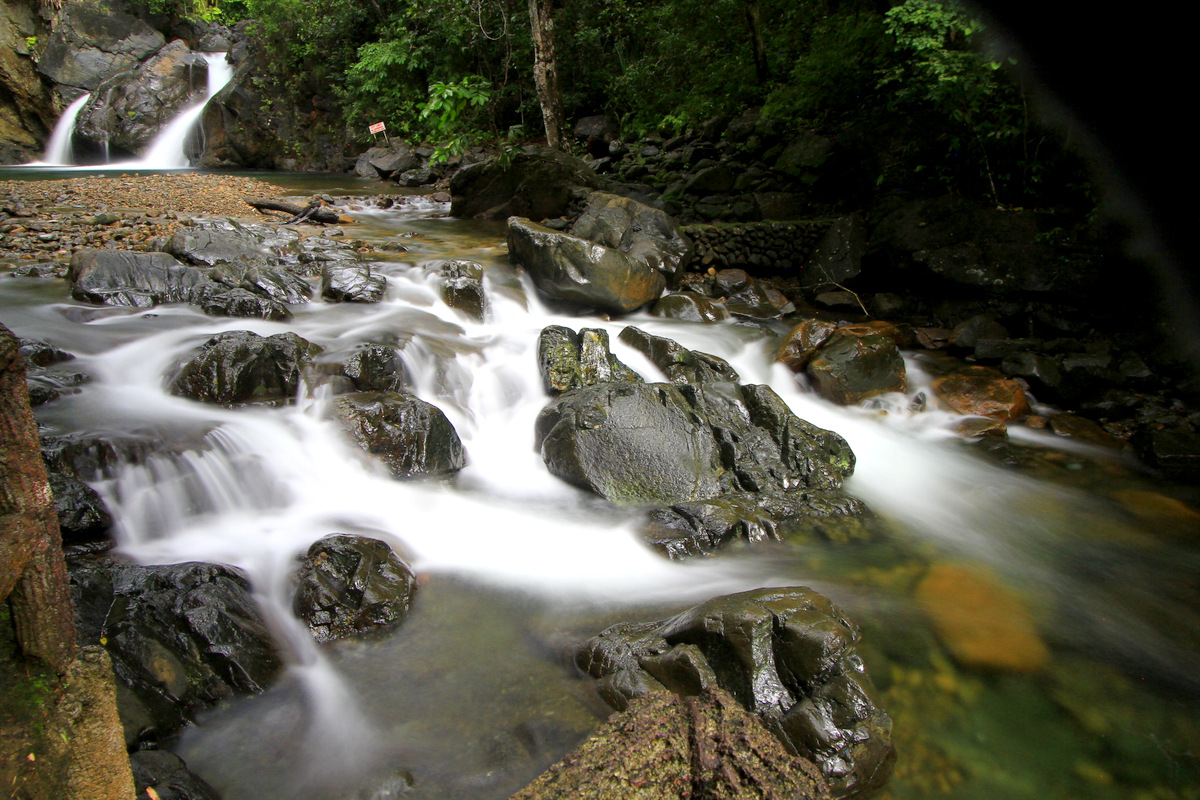
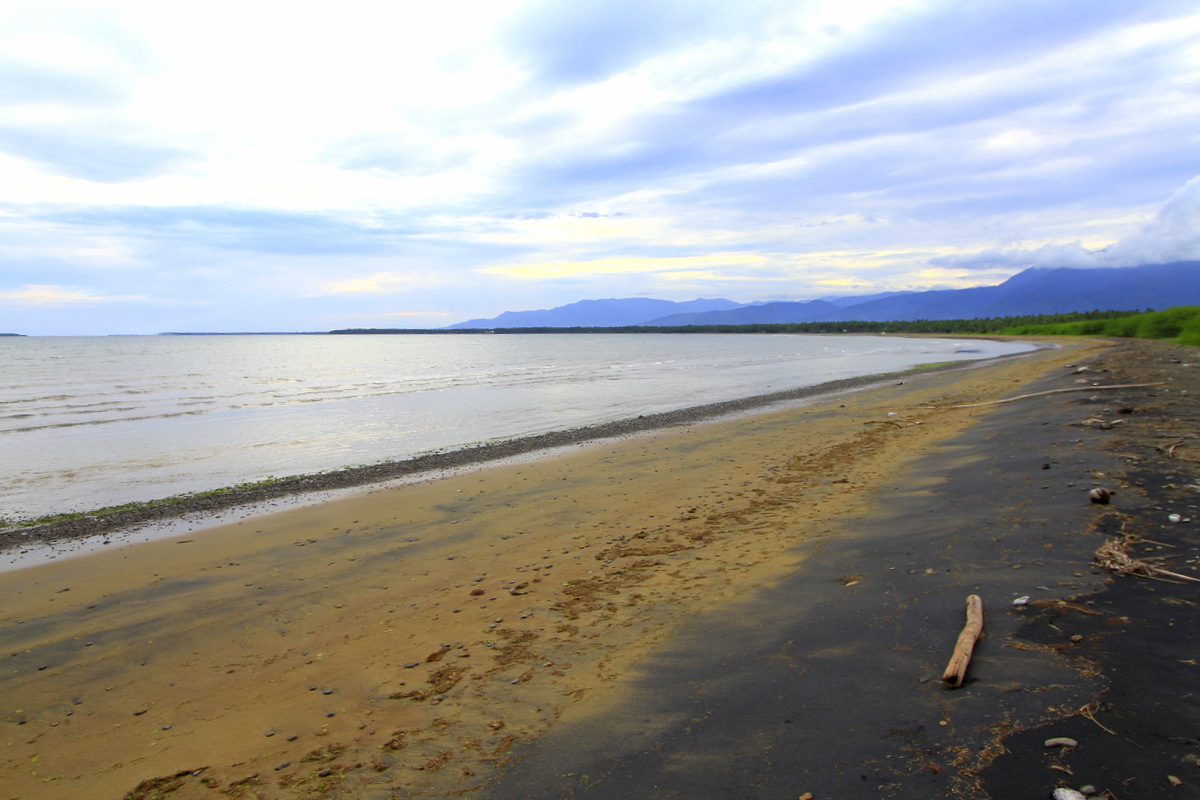
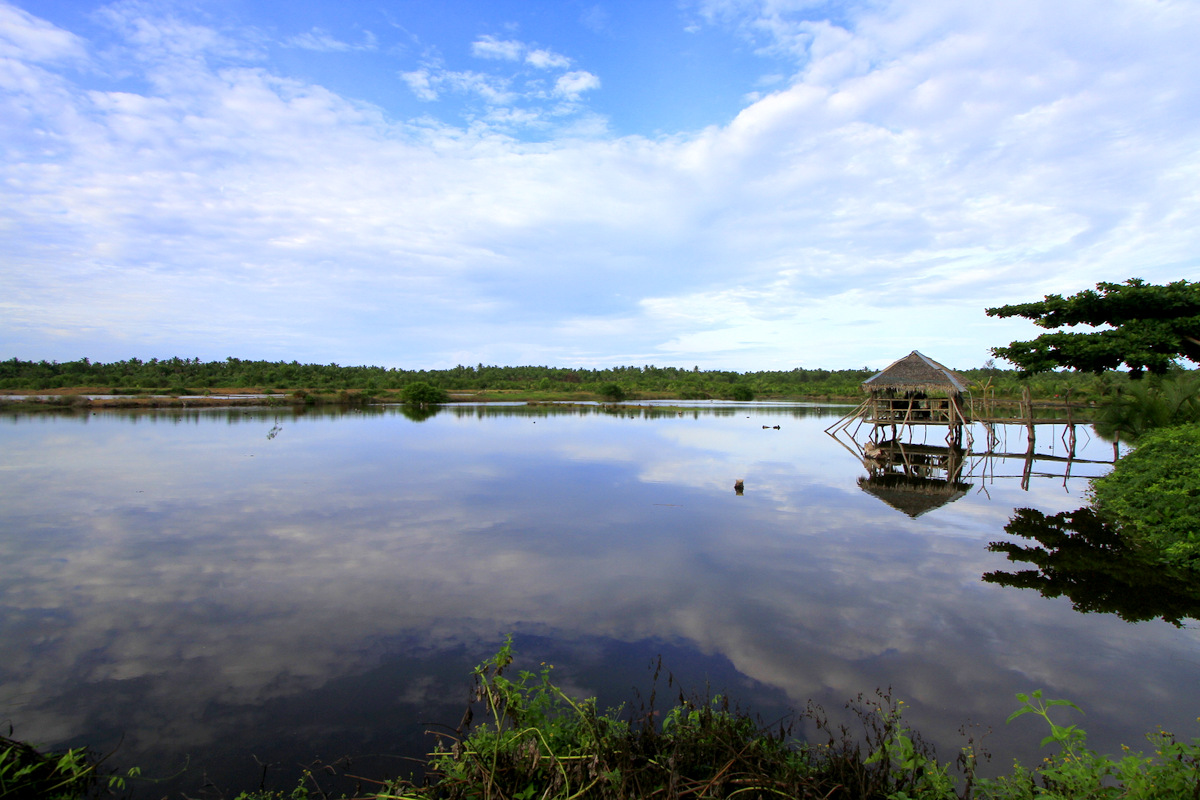